# Lars Oftedal
Lars Oftedal (27. december 1838 i Stavanger – 2. maj 1900 sammesteds) var en norsk gejstlig og politiker.
Efter først i 21 Aars Alderen at være bleven Student tog O. ud som Huslærer paa
Landet. To Aar senere blev han, som han selv i en af sine talrige selvbiografiske Skildringer gør
Rede for, »ført paa Omvendelsens Vej« og begyndte at virke som Opbyggelsesprædikant,
snart kendt i videre Kredse. Han havde fundet sit »Kald«, og han greb det med sin fuldblodige
Naturs Uhændighed. Først vilde han dog skaffe sig nogle Kundskaber og tog teologisk
Embedseksamen 1864. Umiddelbart efter begyndte et mangeaarige af nidkær Forkyndelse opfyldt
Omflakkerliv for ham. Først gik han i den indre Missions Tjeneste med Station i Bergen,
virkede saa 1866—68 som Sømandspræst i Cardiff, vendte atter hjem for at missionere paa
Rejsefod, udnævntes 1870 til Stiftskapellan i Kristiansands Stift, forflyttedes dernæst til
Kaldskapellan i Hetland ved Stavanger, hvor han under stadig fornyede Rejser rundt om paa
Vestlandet virkede indtil 1880, da han blev Kapellan til Skt Petri Menighed i Stavanger,
til hvis Sognepræst han 1885 befordredes. Siden 1873 havde han været bosat i denne By og der
straks kastet sig over praktisk socialt Redningsarbejde. Dette knyttedes til et stort privat, 8.
Jan. 1875 indviet Bedehus, hvis Navn »Bethania« snart blev landskendt. Med mærkelig
Hurtighed og sjælden Forretningsdygtighed fik han i Gang det ene Foretagende efter det andet.
1877 indviedes et stort Hjem for forældreløse Drenge, foreløbig beregnet paa et Belæg af 50,
senere udvidet indtil 150 Interner samtidig. Til denne Stiftelse knyttedes kort efter en
Jordbrugskoloni, »Emaus« kaldet, et Magdalenehjem og et Børneasyl, hvorhos han grundlagde
et Bogtrykkeri, hvorfra han 1. Oktbr 1878 udsendte første Nummer af det senere saa
indflydelsesrige politiske Organ »Vestlandsposten«. For yderligere at skaffe sine Alumner
Sysselsættelse oprettede han derhos Bogbinderi, Pose- og Stempelfabrik, Skomageri, Kurv- og
Straafletningsværksted m. v. Stiftelserne fyldte snart et helt, betydeligt Kvarter i Stavanger, og ved
Siden af dette erhvervede han 1887 Lindøen i Stavangerfjorden, hvor der etableredes en
Opdragelsesanstalt for vanrøgtede Drenge fra det hele Land. Hele denne storartede Organisation
underlagdes umiddelbart hans personlige, saa godt som ukontrolerede Forvaltning, men fik en
saa sikker Grundvold, at de vigtigste af disse Institutioner endnu bestaar; da Vajsenhusets 25
Aars Jubilæum højtidelig fejredes 8. Juni 1902, havde det indtil da optaget 763 Elever. Midlerne
til denne Understøttelses- og Redningsvirksomhed, den mest omfattende, der i Norge nogen
Sinde var skabt af en enkelt Mand, skaffede O. til Veje ad Frivillighedens Vej. Gaver
strømmede ind fra det hele Land, Legatkapitaler tilflød Bethaniastiftelserne, og den til dem
knyttede Forlags- og anden praktiske Virksomhed gav Overskud. Selv var O. utrættelig i at samle
Penge under sine hyppige Opbyggelsestournéer, og han lod sig ikke genere i disse energisk
iværksatte Kollekter af Modstanderes Ymten om, at han dog i det mindste burde aflægge
Redegørelse for de indkomne Midlers Anvendelse. Hans Uegennyttighed blev imidlertid konstateret.
Medens O. stod midt oppe i sit Emissær- og Organisationsarbejde, fandt den rastløse Mand
ogsaa Tid til at kaste sig ind i Politikken. I Valgperioden 1877—79 var han 2. Suppleant for
Stavanger til Stortinget, og 1881 indvalgtes han i Byens Kommunestyre. Først 1883 naaede han
imidlertid frem til Stortingsbænken, som 2. Repræsentant ved Siden af den prøvede og ansete
Politiker, senere Statsminister J. Steen. O. havde opr. hældet til det konservative Parti;
men efterhaanden som han kom til at indtage en stadig mere fremskudt Stilling blandt det
vestlandske, demokratiske Kirkefolk, nærmede han sig Venstre, med Tilslutning navnlig til den
indflydelsesrige Fraktionsfører Jacob Sverdrup. Som Stortingsmand lagde O. sit Lod i
Vægtskaalen for Beslutningen af 1883 om Rigsretstiltale mod den Selmer’ske Regering. For øvrigt
spillede han aldrig nogen fremtrædende Rolle inden for Stortinget. Desto større var imidlertid
en Tid lang hans Magt uden for dette. Han forstod ypperlig at holde sine Tropper sammen og
var en Agitator af Rang. Betydning som politisk Personlighed opnaaede han ved sin
Medvirkning til at sprænge det store gamle Venstreparti, der 1884 var kommet til Magten. Det
ydre Brud fremkaldtes 1885 ved Spørgsmaalet om Alexander Kiellands Digtergage, hvis Bevilling
forpurredes ved fanatisk Modstand fra O. og den af, ell. rettere gennem ham, ledede
Fraktion. Denne, navnlig af Vestlandets »mørke Kyststribe« støttede, moderate Del af det
demokratiske Parti blev af Modstanderne, efter sin angivelige Fører O., alm. kaldt »Oftedølerne«.
Senere, efter Kiellands vittige tendensroman Skt Hans Fest (1887), hvor O. og hans
Tilhængere havde maattet holde for, blev dette Navn afløst af Betegnelsen »Kaniner«, der
klæbede ved Fraktionen, indtil den med O. forsvandt fra den politiske Skueplads. O.’s
Optræden i »Kiellandsagen« — sammen med hans Stræv for den Jacob Sverdrup’ske Kirkepolitik
— førte til, at han ved en Koalition af det »rene« Venstre og Højre ved Stortingsvalgene
1885 blev sat udenfor. Men O. var ikke den, der opgav Ævred i Modbør. Ved en Agitation,
der fik sit Præg af hans egen uforblommede Paagaaenhed, lykkedes det hans, nu med Højre
allierede, Moderate at sætte hans Nyvalg igennem for Perioden 1889—91, endog som 1.
Repræsentant for Valgkredsen. Denne Gang fik han sit Navn knyttet navnlig til den dødfødte
og kuriøse saakaldte Lex Oftedaliana eller »Molboloven« af 6. Juli 1891, der tilsigtede at
hindre Anvendelse af præventive Midler. O. fremtræder her som den nidkære
Sædelighedens Talsmand og Vogter. Under megen Modstand blev O. ved de ny
Valg for 1892—94 paa ny kaaret. Men denne Gamg kom han ikke til at møde. Thi
Allehelgenssøndag (1. Novbr) 1891 havde han beredt sine Bysbørn og det hele Land en sensationel
Overraskelse. Efter Aftensanggudstjenesten i sin Sognekirke fremstillede han sig nemlig i
Kordøren og aflagde med dramatisk Aplomb det Skriftemaal, at han havde gjort sig skyldig i
»usædeligt Forhold« og derved anstiftet »Forargeise inden Menigheden«, hvorfor han
erklærede — og dette skete nødtvungent — ikke fremdeles at kunne blive staaende i sit
Embede. Efter denne Begivenhed blev O. 7. i samme Maaned suspenderet og en Uge senere givet
Afsked som Præst. Frivillig fratraadte han Bestyrelsen af sine Stiftelser og øvrige
Foretagender, der overdroges til to Komiteers Omsorg, en for »Bethania« og en for »Vestlandsposten«
med tilhørende Trykkeri og Forlagsrettigheder. Sit Stortingsmandat frasagde han sig i Henhold
til Grl.’s § 63. Den for nylig saa mægtige Prælat havde afsløret sig som en lysten Faun, men
han var dog ingenlunde knust —, saa meget han end talte derom. Et Vidnesbyrd om hans
Herredømme over Tilhængerne var, at disse ikke berøvede ham deres Tillid. Med
forbavsende Kraft rystede han Forargelsens Skandale af sig og var snart atter Forstander for et stort
nyt Bedehus og ivrig virksom som Opbyggelsesprædikant, Forlægger og Redaktør; han
grundlagde saaledes »Stavanger Aftenblad«, der udkom fra 1. Septbr 1893 og hurtig
opnaaede en forholdsvis betydelig Udbredelse. Og ved sin Død var han paa ny blevet Medlem af Byens Kommunestyre.
O. udfoldede en ikke ringe Produktivitet ogsaa som Forf. Foruden utallige Bladartikler og
Korrespondancer fra hans Missionsrejser — navnlig i Ugeskriftet »Bibelbudet« (20
Aargange, 1872—92, og »Vaisenhustidende« (12 Aargange, 1881—92) —, hvori han som Regel
familiært intimt underholder Læseren med sin Gøren og Laden, fik ham fra Haanden en Del
Opbyggelsesskrifter, en Række novellistiske Arbejder, der for øvrigt er blottede for enhver
Gnist af litterært Talent, samt nogle Sangsamlinger, hvoraf »Basunrøst og Harpetoner« (1871)
paa 6 Aar oplevede 13 Oplag. O.’s religiøse Indflydelse, der en Aarrække sikkert var uden
Sidestykke inden for Landets Gejstlighed, bares oppe foruden af Respekt for, hvad han
positivt havde udrettet, af en ejendommelig Veltalenhed, der var fortrinlig skikket til at vinde
og fastholde de bredere Lag af Folket, der ene flokkedes om ham. Hans Forkyndelse var
bredmundet, ofte brutal i sin Hensynsløshed; han skyede ikke det dristig folkelige Udtryk eller
den fortrolige Tone, den han anvendte opad og nedad. Den religiøse Stemning og oprigtige
Naivitet parredes hos ham med en firskaaren Sans for Livets reelle Værdier; fra det
rørende til det platte var hos ham Vejen ikke lang, og Fanatismen kunde slaa om i en
Gemytlighed, der undertiden fik et Skær af Humor. De ideelle Momenter i hans Virksomhed var
uopløselig blandede med en ikke helt alm. Forretningsfiffighed, Snarraadighed og praktisk
Greb paa at klare hver Dags Vanskeligheder. Han var en yderst villiestærk Personlighed
uden moralsk ell. intellektuel Ligevægt og ganske blottet for dybere Kultur. O., der selv
aldrig veg tilbage for Anvendelsen af kraftige Midler, fik allerede i levende Live sin religiøse
og politiske Optræden belyst i en Flom af Stridsskrifter.